# Asaphes pubescens
Asaphes pubescens är en stekelart som beskrevs av Kamijo och Hajimu Takada 1973. Asaphes pubescens ingår i släktet Asaphes och familjen puppglanssteklar. Inga underarter finns listade.